# Softimage XSI
Softimage XSI era un software professionale di grafica 3D sviluppato da Softimage, Co., una società controllata da Avid Technology, utilizzato principalmente dalle case di produzione di film, videogiochi e pubblicità per la produzione di scene e ambienti in 3D. Acquistato da Autodesk, la vendita al pubblico è ufficialmente terminata nel 2015, in favore dei software Maya o 3ds Max.
Esistevano quattro versioni differenti del software in modo tale da soddisfare tutte le esigenze per quanto riguarda le funzionalità ed il prezzo. Le versioni erano Education, Foundation, Essentials, e Advanced.
Sono state sviluppate inoltre altre due versioni del programma utilizzate soprattutto dalle comunità di game-modding chiamate Softimage|XSI Mod Tool e Softimage XSI EXP per Half-Life 2. L'ultima versione di XSI è stata sviluppata in stretta collaborazione con Valve Software in modo da permettere alla comunità di creare contenuti specifici per Half-Life 2.

## Caratteristiche principali
Softimage|XSI è basato su otto caratteristiche principali.

## XSI
Softimage XSI è stato acquistato da Autodesk per 35 000 000 $ e ripresentato al pubblico con il nome di Autodesk Softimage nel febbraio 2009.

### OpenXSI
Come per tutte le applicazioni professionali di 3D una delle caratteristiche più importante è la sua personalizzazione ed estensibilità. Questa è possibile grazie ad una interfaccia di scripting con la quale è possibile accedere alle principali funzionalità di XSI e permette quindi agli utenti di realizzare soluzioni su misura. Mentre Alias ha deciso di sviluppare un linguaggio proprio di scripting chiamato Maya Embedded Language (MEL), Softimage ha incorporato dei linguaggi di scripting già esistenti dentro XSI. I linguaggi supportati sono JScript, VBScript, Python, PerlScript, ScOps, e OMScripting.
Estensioni personalizzate chiamate plug-in possono essere inoltre sviluppate per aggiungere nuove funzionalità e tools. I plug-in possono essere implementati attraverso l'uso di C++ SDK API e il Custom Display Host API tramite i quali possono essere incorporate in XSI anche applicazioni proprietarie.
I file che usa XSI possono essere letti/scritti grazie all'uso del formato di file dotXSI e dalle API messe a disposizione dal File Transfer Kit (FTK).

### XSI workforce
Un set di tools raggruppati in XSI workforce sono forniti con XSI in modo tale da aumentare la produttività quando si lavora in gruppo:
- Net View è un browser integrato che può essere usato per consultare la documentazione e altri files mentre si lavora al progetto. Addizionalmente può essere usato per visualizzare complesse interfacce utente basate su HTML che per esempio possono servire a invocare scripts che interagiscono con la scena.
- Synoptic View è una tecnologia che serve a implementare delle interfacce utente personalizzate usando HTML.

### XSI performance
Un'interazione non modale (sta a significare che possono essere aperte molteplici finestre in grado di modificare molteplici parametri su un modello) permette agli utenti di lavorare iterativamente e non distruttivamente. Proprietà visuali possono inoltre essere settate su ogni oggetto in modo da ottimizzare la visualizzazione e l'aggiornamento della scena mentre si lavora su di essa.

### Rendercore
Il nucleo del sistema di rendering è basato su mental ray che è stata interamente integrata dentro XSI. Tutte le funzionalità avanzate di mental ray possono essere utilizzate in una viewport mentre si lavora interattivamente su un modello. XSI supporta inoltre il rendering distribuito e fornisce un sistema Web-based per la gestione delle code di rendering (web-based render queue management system) chiamata BatchServe. Questa gestisce il batch-rendering delle scene. Addizionalmente l'architettura di gestione dei plug-in di XSI permette l'uso di motori di rendering e visualizzazione esterni, nonché di gestori di code di Rendering di terze parti.

### Mixer
Un'altra caratteristica peculiare di XSI è l'animazione. Le animazioni possono essere mixate, mescolate, stratificate ed edite usando l'Animation Mixer, inoltre possono essere usate funzionalità di audio-playback per la realizzazione di lip-synching (sincronizzazione voce-labbra). Character SDK incluso in XSI può essere usato per personalizzare la creazione di personaggi e animazioni.

### Intuitività
Il motore GUI (basato su XML) fornito può essere usato per migliorare l'abilità dell'utente nell'interagire con i tools di XSI.

### XSI Fx Tree
FX Tree di Softimage è un Compositor completo, con una struttura a nodi (o albero) e integrato con dei tool di pittura (paint-tool) basati indipendentemente su raster e vector. Essi sono basati sulla tecnologia Avid Media Illusion e Avid Matador, dei quali ha effettivamente ereditato le API e le Librerie. Questo perché la società produttrice dei due software, la Parallax, fu acquisita dall'Avid nel 1995.

### Xgs
Linguaggi di shading a tempo reale come Cg e HLSL sono stati pienamente incorporati in XSI in modo da permettere agli artisti di vedere esattamente quale sarà l'output finale senza avere l'obbligo di uscire da XSI.

### Altre caratteristiche
Altre caratteristiche molto significative sono la simulazione particellare (grazie alla quale è possibile realizzare effetti come fumo, nebbia e acqua), la simulazione dei tessuti (Cloth Simulation) e dei capelli (XSI hair).